# Burg Großbernsau
Die Ruine der Burg Großbernsau, auch Neu-Bernsau genannt, ist die Ruine einer Wasserburg in der Aggerniederung im nördlichen Teil der nordrhein-westfälischen Stadt Overath im Rheinisch-Bergischen Kreis. Die Grundfläche von etwa 30 mal 30 Metern umschließt ein kleiner Wassergraben.

## Geschichte
Die Burg wurde im 14. Jahrhundert erbaut und wahrscheinlich bis zum 18. Jahrhundert bewohnt. Der Turm stürzte während des Zweiten Weltkriegs ein. Außer einer etwa vier Meter hohen Außenmauer ist keine Bausubstanz mehr erkennbar.
Großbernsau war einer von acht Rittersitzen in Overath. Daneben gab es noch Auelburg, Alt-Bernsau, zur Moelen, Vilkerode, Steynhuys, Brambach und Kombach.
Mit dem Tod Wilhelm von Bernsaus 1532 fiel die Burg an den Schwiegersohn Goddert van Wylich († um 1560), anschließend die Familien von Schoeller, von Steinen und von Schaesberg. 1904 verkaufte Heinrich Reichsgraf von Schaesberg-Thannheim die Ruine an Johann Dünn. Seit 2009 ist sie Eigentum der Stadt Overath.

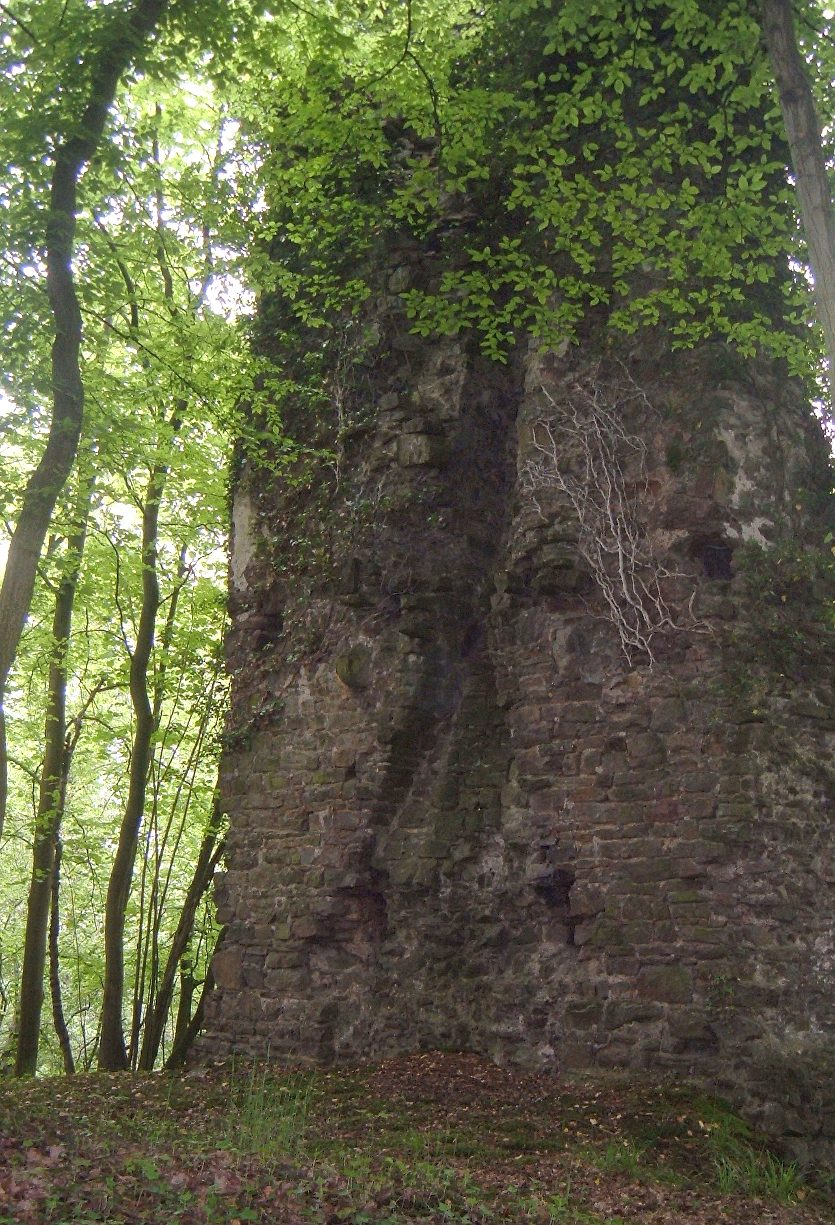
Relikt der Burg Großbernsau

Im Dezember 2016 schloss die Stadt Overath mit dem Heimat- und Bürgerverein Overath einen Vertrag, wonach rechtzeitig zu einem Gedenkjahr 2018 die verfallene und zugewachsene Burgruine  für die Öffentlichkeit besser zugänglich gemacht werden soll. Wesentliche Bedingung der Stadt: Es dürfen ihr keine Kosten entstehen. Eine erste größere Spende kam von einem Nachfahren der alten Ritter.